# Gymnothorax mccoskeri
Gymnothorax mccoskeri är en fiskart som beskrevs av Smith och Böhlke, 1997. Gymnothorax mccoskeri ingår i släktet Gymnothorax och familjen Muraenidae. Inga underarter finns listade i Catalogue of Life.